# Loge fémorale médiale
La loge fémorale médiale (ou loge interne de la cuisse ou loge des adducteurs) est la loge musculaire médiale de la région fémorale.

## Limites
La loge fémorale médiale est située dans la partie médiale de la cuisse.
Elle est limitée superficiellement par l'aponévrose superficielle fémorale.
En avant, elle est limitée par le septum intermusculaire médial fémoral qui se détache de la face profonde de l'aponévrose superficielle pour s'insérer sur la lèvre médiale de la ligne âpre.
Entre les muscles adducteurs à l'arrière, le muscle vaste médial à l'avant et le muscle sartorius en dedans, se trouve le canal fémoral possédant ses propres limites aponévrotiques. Il contient les vaisseaux fémoraux.
En arrière, Il n'y a pas de délimitation marquée avec la loge fémorale postérieure.

## Contenu
La loge fémorale médiale est centré sur les muscles adducteurs fémoraux : les muscles long adducteur, court adducteur et troisième adducteur qui sont accompagnés des muscles pectiné et gracile. Le muscle pelvi-trochantérien obturateur externe est également contenu dans cette loge.